# Olympische Winterspiele 2022/Rennrodeln – Team-Staffel
Das Rennrodeln der Team-Staffeln bei den Olympischen Winterspielen 2022 fand am 10. Februar im Yanqing National Sliding Center statt. Alle 14 Nationen, die mit mindestens einem Teilnehmer in den drei klassischen Wettbewerben antraten, stellten eine Staffel.
Die Rodel-Staffeln setzten sich aus einem Frauen- und Männer-Einsitzer sowie einem Doppelsitzer zusammen. Jeder Schlitten fuhr einen Lauf, jede Nation somit drei Läufe direkt nacheinander.

## Verlauf
Die beiden deutschen Einsitzer waren in ihren Läufen jeweils um einige Hundertstel Sekunden langsamer als die österreichischen Schlitten; die insgesamt eine Zehntel Sekunde Rückstand konnte der deutsche Doppelsitzer mit Tobias Wendl und Tobias Arlt noch mehr als wettmachen und den Sieg für die deutsche Staffel einfahren.

## Rekorde
| Bahnrekord  | Bahnrekord                                                              | Bahnrekord   |
| ----------- | ----------------------------------------------------------------------- | ------------ |
| Kanada      | Trinity Ellis, Reid Watts, Tristan Walker / Justin Snith                | 3:05,235 min |
| ROC         | Tatjana Iwanowa, Roman Repilow, Alexander Denissjew / Wladislaw Antonow | 3:04,667 min |
| Lettland    | Elīza Tīruma, Kristers Aparjods, Mārtiņš Bots / Roberts Plūme           | 3:04,354 min |
| Österreich  | Madeleine Egle, Wolfgang Kindl, Thomas Steu / Lorenz Koller             | 3:03,486 min |
| Deutschland | Natalie Geisenberger, Johannes Ludwig, Tobias Wendl / Tobias Arlt       | 3:03,406 min |

## Ergebnisse
| Rang | #  | Staffel                                                                                      | Frauen Einsitzer (min) | Männer Einsitzer (min) | Doppelsitzer (min) | Gesamtzeit (min) | Defizit (s)   |
| ---- | -- | -------------------------------------------------------------------------------------------- | ---------------------- | ---------------------- | ------------------ | ---------------- | ------------- |
| 1    | 14 | DeutschlandNatalie Geisenberger Johannes Ludwig Tobias Wendl / Tobias Arlt                   | 1:00,090               | 1:01,407               | 1:01,909           | 3:03,406 TR      | –             |
| 2    | 13 | ÖsterreichMadeleine Egle Wolfgang Kindl Thomas Steu / Lorenz Koller                          | 1:00,054               | 1:01,342               | 1:02,090           | 3:03,486 TR      | +0,080        |
| 3    | 12 | LettlandElīza Tīruma Kristers Aparjods Mārtiņš Bots / Roberts Plūme                          | 1:00,578               | 1:01,451               | 1:02,325           | 3:04,354 TR      | +0,948        |
| 4    | 10 | ROCTatjana Iwanowa Roman Repilow Alexander Denissjew / Wladislaw Antonow                     | 1:00,147               | 1:01,757               | 1:02,763           | 3:04,667 TR      | +1,261        |
| 5    | 11 | ItalienAndrea Vötter Leon Felderer Emanuel Rieder / Simon Kainzwaldner                       | 1:00,618               | 1:01,960               | 1:02,274           | 3:04,852         | +1,446        |
| 6    | 8  | KanadaTrinity Ellis Reid Watts Tristan Walker / Justin Snith                                 | 1:00,880               | 1:02,222               | 1:02,133           | 3:05,235 TR      | +1,829        |
| 7    | 9  | Vereinigte StaatenAshley Farquharson Christopher Mazdzer Zachary DiGregorio / Sean Hollander | 1:00,332               | 1:02,077               | 1:03,332           | 3:05,741         | +2,335        |
| 8    | 6  | PolenKlaudia Domaradzka Mateusz Sochowicz Wojciech Chmielewski / Jakub Kowalewski            | 1:01,448               | 1:02,727               | 1:02,961           | 3:07,136         | +3,730        |
| 9    | 2  | RumänienRaluca Strămăturaru Valentin Crețu Marian Gîtlan / Darius Șerban                     | 1:01,402               | 1:02,743               | 1:03,547           | 3:07,692         | +4,286        |
| 10   | 1  | TschechienAnna Čežíková Michael Lejsek Filip Vejdělek / Zdeněk Pěkný                         | 1:01,852               | 1:03,545               | 1:04,159           | 3:09,556         | +6,150        |
| 11   | 5  | UkraineJulianna Tunyzka Anton Dukatsch Ihor Stachiw / Andrij Lyssezkyj                       | 1:01,123               | 1:04,244               | 1:04,237           | 3:09,604         | +6,198        |
| 12   | 3  | ChinaWang Peixuan Fan Duoyao Huang Yebo / Peng Junyue                                        | 1:01,947               | 1:03,467               | 1:04,768           | 3:10,182         | +6,776        |
| 13   | 4  | SüdkoreaAileen Frisch Lim Nam-kyu Park Jin-yong / Cho Jung-myung                             | 1:02,682               | 1:05,265               | 1:03,291           | 3:11,238         | +7,832        |
|      | 7  | SlowakeiKatarína Šimoňáková Jozef Ninis Tomáš Vaverčák / Matej Zmij                          | 1:01,579               | 1:02,338               | DNF                | DNF              | ausgeschieden |